# راينر براندت
راينر براندت (بالألمانية: Rainer Brandt)‏ هو مترجم وكاتب سيناريو وممثل ألماني، ولد في 19 يناير 1936 ببرلين في ألمانيا.

## وصلات خارجية
- راينر براندت على موقع IMDb (الإنجليزية)
- راينر براندت على موقع ألو سيني (الفرنسية)
- راينر براندت على موقع ميوزك برينز (الإنجليزية)
- راينر براندت على موقع أول موفي (الإنجليزية)
- راينر براندت على موقع قاعدة بيانات الأفلام السويدية (السويدية)
- راينر براندت على موقع ديسكوغز (الإنجليزية)
- راينر براندت على موقع قاعدة بيانات الفيلم (الإنجليزية)
- راينر براندت على موقع كينوبويسك (الروسية)